# El sueño (Picasso)
El sueño (también conocido con su nombre en francés, Le rêve) es un cuadro del pintor español Pablo Picasso pintado en 1932. Está hecho mediante la técnica del óleo sobre lienzo y es de estilo cubista.
El cuadro, cuyas medidas son 130 x 97 cm, representa a una mujer que yace dormida,  en un sillón con la cabeza vencida hacia atrás y el rostro partido en dos y medio seno al descubierto. La modelo del cuadro es Marie-Thérèse Walter. Además de los trazos cubistas y los colores al óleo, esta obra guarda la historia de amor entre la joven de 17 años y Picasso, que cuando la conoció tenía 46 años. Algunos relatos cuentan que Picasso conoció a la joven un día que salía de las galerías Lafayette en París; le llevó a una librería para mostrarle ejemplares de su obra y luego vivieron en el castillo de Boisgeloup, donde pasaban largas sesiones de trabajo. El pintor aún estaba casado con la bailarina rusa Olga Khokhlova, madre de su hijo Paulo. Thérèse Walter y Picasso tuvieron en 1935 una hija llamada Maya.
En el año 2006 fue dañada por su dueño, el magnate de Las Vegas, Steve Wynn.
En el año 2013 "el sueño" fue adquirido por Steven Cohen, tras pagar 155 millones de dólares, y se convirtió así en el segundo cuadro más caro de la historia, según una nota publicada en The New York Post, y en el más cotizado de su obra pictórica.